# Ashana (Girlgroup)
Ashana war eine dreiköpfige, in Deutschland produzierte Girlgroup.
Sie wurde 2004 nach dem Vorbild der englischen Girls Aloud mit den drei Tänzerinnen Monika Gossmann, Eliana Mansyur und Inez Paolini zusammengestellt. Im Sommer 2004 erschien als Debütsingle der Dance-Pop-Titel U Gonna Get It!, bei dem auch Tangoeinflüsse verarbeitet wurden. Die Single kam bis auf Platz 45 der deutschen Media-Control-Charts und erreichte in Österreich Platz 53.

## Diskografie
Singles
- 2004: U Gonna Get It!